# Mateusz Kwaśnicki
Mateusz Stefan Kwaśnicki (ur. 2 września 1983 we Wrocławiu) – polski matematyk, dr hab. nauk matematycznych, profesor uczelni na Wydziale Matematyki Politechniki Wrocławskiej.

## Życiorys
W 2006 ukończył studia matematyczne na Wydziale Podstawowych Problemów Techniki Politechniki Wrocławskiej. W 2008 na tej samej uczelni obronił z wyróżnieniem pracę doktorską Teoria potencjału dla ułamkowych potęg operatora Laplace'a napisaną pod kierunkiem Tadeusza  Kulczyckiego, a 25 października 2012 habilitował się (z wyróżnieniem) na podstawie rozprawy zatytułowanej Teoria spektralna jednowymiarowych procesów Lévy'ego na półprostej i odcinku. 
Od 2008 jest zatrudniony na Wydziale Matematyki Politechniki Wrocławskiej, w latach 2010–2012 pracował też w Instytucie Matematycznym Polskiej Akademii Nauk.
Zainteresowania naukowe Kwaśnickiego obejmują teorię procesów stochastycznych, teorię potencjału, analizę harmoniczną i równania różniczkowe. Swoje prace publikował m.in. w „Electronic Journal of Probability”, „Studia Mathematica”, „Transactions of the American Mathematical Society", „Potential Analysis”, „Annals of Probability”, „Journal of Functional Analysis", „Journal of the London Mathematical Society”, „Calculus of Variations and Partial Differential Equations” oraz „Duke Mathematical Journal".
W 2017 rozwiązał wspólnie z R. Banuelosem stuletni problem dotyczący normy dyskretnej transformacji Hilberta, badany wcześniej przez M. Riesza i E.C. Titchmarscha. Ponadto podał reprezentację nieujemnych funkcji harmonicznych względem ułamkowego laplasjanu, opisał kształt fal stojących w pewnych zbiornikach z cieczą, udowodnił brzegową zasadę Harnacka dla pewnych operatorów nielokalnych, podał charakteryzację funkcji „o kształcie dzwonu”, rozwinął teorię strun Kreina i zbadał bazy Hermite’a dla dyskretnej transformaty Fouriera.
Za swoje osiągnięcia był kilkukrotnie wyróżniany, m.in. nagrodami Polskiego Towarzystwa Matematycznego (im. Kazimierza Kuratowskiego, dla młodych matematyków), stypendium Start Fundacji Nauki Polskiej, stypendium dla wybitnych naukowców Ministerstwa Nauki i Szkolnictwa Wyższego i nagrodą im. Michaiła Gordina przyznaną mu w 2018 przez Europejskie Towarzystwo Matematyczne.